# Kim Wilde (album)
Pour l’article homonyme, voir Kim Wilde.
Albums de Kim Wilde
Select
(1982)
Singles
1. Kids in America
Sortie : février 1981
2. Chequered Love
Sortie : mai 1981
3. Water on Glass
Sortie : juillet 1981

Kim Wilde est le titre du premier album studio de la chanteuse Kim Wilde, paru en juin 1981. En France, l'album s'est vendu à  172 600 exemplaires.

## Liste des chansons
| No  | Titre                    | Auteur, compositeur      | Durée |
| --- | ------------------------ | ------------------------ | ----- |
| 1.  | Water on Glass           | Ricky Wilde, Marty Wilde | 3:31  |
| 2.  | Our Town                 | Ricky Wilde, Marty Wilde | 3:49  |
| 3.  | Everything We Know       | Ricky Wilde, Marty Wilde | 3:46  |
| 4.  | Young Heroes             | Ricky Wilde, Marty Wilde | 3:13  |
| 5.  | Kids in America          | Ricky Wilde, Marty Wilde | 3:27  |
| 6.  | Chequered Love           | Ricky Wilde, Marty Wilde | 3:21  |
| 7.  | 2-6-5-8-0                | Ricky Wilde, Marty Wilde | 3:12  |
| 8.  | You'll Never Be so Wrong | Ricky Wilde, Marty Wilde | 4:18  |
| 9.  | Falling Out              | Ricky Wilde              | 4:05  |
| 10. | Tuning in Tuning On      | Ricky Wilde, Marty Wilde | 4:27  |

## Classements
| Classement (1981-82)                  | Meilleure position |
| ------------------------------------- | ------------------ |
| Allemagne (Media Control AG)          | 1                  |
| Suède (Sverigetopplistan)             | 1                  |
| France (SNEP)                         | 16                 |
| Pays-Bas (Mega Album Top 100)         | 5                  |
| Finlande (Suomen virallinen lista)    | 4                  |
| États-Unis (Billboard 200)            | 86                 |
| Royaume-Uni (Official Charts Company) | 3                  |